# 94 î.Hr.

## Nașteri
- dată necunoscută: Titus Lucretius Carus  (d. 55 î.Hr.)